# Adriano Savio
Adriano Savio (Milano, 28 aprile 1947) è un numismatico italiano.
Ha insegnato numismatica antica presso l'Università degli studi di Milano e diretto la Rivista italiana di numismatica e scienze affini.

## Pubblicazioni
- La Coerenza di Caligola nella gestione della moneta, La Nuova Italia Editrice, 1988
- Catalogo delle monete alessandrine della collezione dott. Christian Friedrich August Schledehaus nel Kulturgeschichtliches Museum Osnabrück, Rasch Verlag, 1997 (anche in tedesco)
- Monete romane, Jouvence, 2001.
- Tetradrammi alessandrini, CUEM, 2007
- Provincia Dacia: i conî, Società Numismatica Italiana, 2012